# Enlace borromeano
Em  topologia matemática, o enlace Borromeano ou nó borromeano consiste de três círculos, ou anéis, que estão interligados de forma que a remoção de qualquer um de seus anéis desata simultaneamente todos os três.
Do ponto de vista topológico, cada par de anéis está ligado como um enlace de Hopf, e o conjunto forma um enlace de Brunn.

## Propriedades matemáticas

Uma realização do enlace de Borromeano como elipses

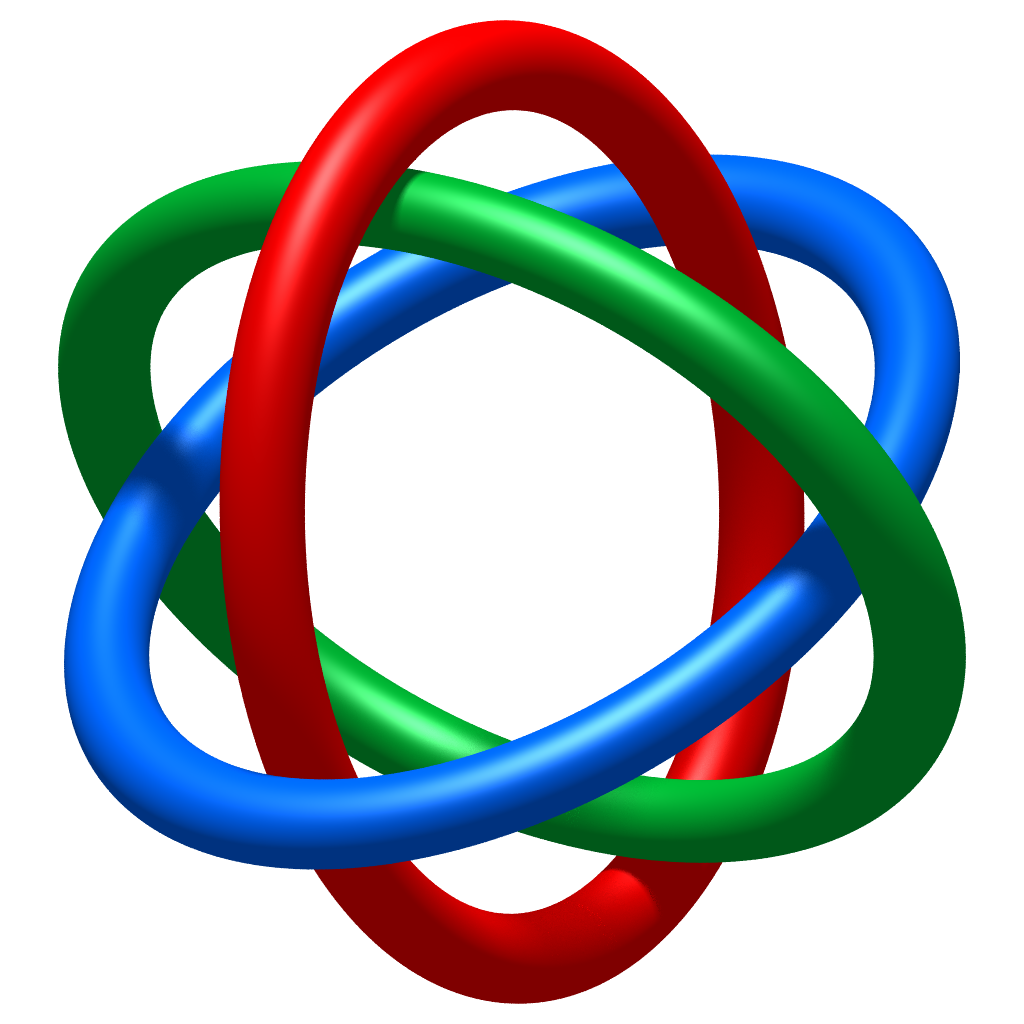
Imagem 3D de enlace de Borromeano

### Impossibilidade de anéis circulares perfeitos
Embora a imagem típica do enlace Borremeano leve a imaginar que ele possa ser formado por anéis circulares reais, isso não acontece. Freedman e Skora (1987) provam que uma determinada classe de enlace, incluindo os enlaces Borremeanos, não podem ser exatamente circulares. Isso pode ser visualizado a partir da consideração de seu diagrama de nós: se assumirmos que os círculos de 1 e 2 se tocam em seus dois pontos de cruzamento, eles deveriam estar contidos em um plano ou uma esfera. Em quaisquer dos dois casos o terceiro círculo deveria passar por este plano ou esfera quatro vezes, o que é impossível; ver (Lindström & Zetterström 1991).
No entanto, é verdade que se poderia utilizar elipses (imagem à direita). Estas podem ser tomadas como de excentricidade arbitrariamente pequena; isto é, não importando o quão perto de circulares (desde que não perfeitamente) sua forma possa ser, eles podem formar nós Borromeanos, se adequadamente posicionados.

### Relação com o grafo octaédrico
Além de indicar qual laço cruza um outro, diagramas de nós usam uma mesma notação para mostrar os cruzamentos e um enlace, já que envolvem quatro arestas que se encontram em um vértice comum. De forma similar, o grafo do octaedro regular pode ser convertido em um diagrama de nós, prescrevendo-se que, como cada laço percorre arestas sucessivas, ele alterna passagens sobre e sob o próximo laço. O resultado final apresenta três laços separados, ligados entre si como nós Borromeanos.

## Origem e nome

Nó borromeano, em manuscrito do século VIII

Os anéis Borromeanos aparecem em diferentes contextos, em religião e na arte. Desde a Idade Média foram usados como um símbolo cristão da Santíssima Trindade.
O nome enlace Borromeano tem origem no brasão de armas da família aristocrática Borromeo, estabelecida no século XV, no norte da Itália, onde aparece discretamente, em um pequeno quadro azul, próximo à imagem de um cavalo.

## Uso em psicanálise
As propriedades topológicas dos anéis Borromeanos foram utilizados por Lacan para ilustrar sua conhecida nodulação do Real, Simbólico e Imaginário.